# Janusz Prusinowski
Janusz Prusinowski (ur. 1969 w Mławie) – skrzypek, instrumentalista, kompozytor, badacz folkloru. Dyrektor artystyczny Festiwalu Wszystkie Mazurki Świata.

## Życiorys
W latach 90. XX grał w zespole "Bractwo ubogich" (1993), był współzałożycielem warszawskiego Domu Tańca (1995), środowiska które dało fundamenty pod rozwój ruchu revival muzyki tradycyjnej (ludowej) w Polsce. W tym czasie był także twórcą programu edukacyjnego dla szkół podstawowych „Janko Muzykant” (1996). 
Jako muzyk jest uczniem wiejskich muzykantów: Stanisława Lewandowskiego, Piotra i Jana Gaców, Kazimierza Meto, Józefa Zarasia, Stanisława Stępniaka i wielu innych. 
Autor muzyki do spektakli teatralnych i projektów muzycznych adresowanych do dzieci. Współpracuje z Teatrem Polskiego Radia, z Teatrem Narodowym, Teatrem Scena Lubelska 30/32.
Występował jako muzyk w filmach Wołyń Smarzowskiego oraz "Kabaret Polska". 
Prowadzi działalność edukacyjną, m.in. na SWPS. 
Lider zespołu Janusz Prusinowski Kompania (wcześniej Prusinowski Trio) z którym wydał płyty „Mazurki" (2008), „Serce" (2010) i „Po kolana w niebie" (2013), uhonorowane nagrodami fonograficznymi Polskiego Radia Folkowy Fonogram Roku.
Z Grażyną Auguścik nagrał gościnnie płytę "Inspired by Lutoslawski".
Jest współautorem płyt z muzyką dla dzieci: „Kołysała Mama Smoka” do wierszy Joanny Papuzińskiej (2007) oraz "Gdzie się podział Kusy Janek” - wyboru zabaw, piosenek i wyliczanek (2014) wydanej przez Instytut Muzyki i Tańca.
Wraz z żoną Kają prowadzi teatr - wydawnictwo  „Słuchaj Uchem”, skierowane głównie do dzieci. Jest współautorem interaktywnych spektakli muzycznych: “Kusy Janek”, “Jajuńciek”, “Ptasie Wesele”, “Kołysała Mama Smoka”, “Gdzie się Podział Kusy Janek", „Podwórko z Mazurkami”, „Od Berka do Oberka”.